# Найбільші села України

## Перепис 2001 року
За результатами перепису населення 2001 року в Україні налічувалося 94 сільські населені пункти (з 28 619), що мали населення понад 5 тис. осіб і де загалом проживало 599 тис. осіб. Найбільша кількість таких сіл була зафіксована в Одеській (16), Закарпатській (15), Чернівецькій (9), Київській (8) та Запорізькій (7)  областях.
У таблиці нижче подані сільські населені пункти з постійним населенням понад 5000 мешканців за даними перепису 2001 року:
| №  | Село                       | Район                         | Область                   | Населення |
| -- | -------------------------- | ----------------------------- | ------------------------- | --------- |
| 1  | Костянтинівка              | Мелітопольський район         | Запорізька область        | 12 081    |
| 2  | Зимна Вода                 | Пустомитівський район         | Львівська область         | 9985      |
| 3  | Слобода                    | Черкаський район              | Черкаська область         | 9501      |
| 4  | Чорнобаївка                | Білозерський район            | Херсонська область        | 9275      |
| 5  | Великі Лучки               | Мукачівський район            | Закарпатська область      | 9028      |
| 6  | Велика Знам'янка           | Кам'янсько-Дніпровський район | Запорізька область        | 8989      |
| 7  | Ільниця                    | Іршавський район              | Закарпатська область      | 8902      |
| 8  | Нерубайське                | Біляївський район             | Одеська область           | 8558      |
| 9  | Дачне                      | Біляївський район             | Одеська область           | 8549      |
| 10 | Білозір'я                  | Черкаський район              | Черкаська область         | 8506      |
| 11 | Усатове                    | Біляївський район             | Одеська область           | 8483      |
| 12 | Мирне                      | Сімферопольський район        | АР Крим                   | 8468      |
| 13 | Велика Білозерка           | Великобілозерський район      | Запорізька область        | 8339      |
| 14 | Білки                      | Іршавський район              | Закарпатська область      | 8064      |
| 15 | Руська Поляна              | Черкаський район              | Черкаська область         | 7908      |
| 16 | Нові Петрівці              | Вишгородський район           | Київська область          | 7747      |
| 17 | Випасне                    | Білгород-Дністровський район  | Одеська область           | 7675      |
| 18 | Великий Дальник            | Біляївський район             | Одеська область           | 7655      |
| 19 | Нова Збур'ївка             | Голопристанський район        | Херсонська область        | 7489      |
| 20 | Докучаєвське               | Харківський район             | Харківська область        | 7251      |
| 21 | Діброва                    | Тячівський район              | Закарпатська область      | 7227      |
| 22 | Шабо                       | Білгород-Дністровський район  | Одеська область           | 7108      |
| 23 | Піонерське                 | Сімферопольський район        | АР Крим                   | 7061      |
| 24 | Віліне                     | Бахчисарайський район         | АР Крим                   | 6913      |
| 25 | Довге                      | Іршавський район              | Закарпатська область      | 6790      |
| 26 | Великі Ком'яти             | Виноградівський район         | Закарпатська область      | 6772      |
| 27 | Вінницькі Хутори           | Вінницький район              | Вінницька область         | 6770      |
| 28 | Петрівка                   | Красногвардійський район      | АР Крим                   | 6732      |
| 29 | Розсошенці                 | Полтавський район             | Полтавська область        | 6731      |
| 30 | Лозуватка                  | Криворізький район            | Дніпропетровська область  | 6730      |
| 31 | Восход                     | Красногвардійський район      | АР Крим                   | 6715      |
| 32 | Софіївська Борщагівка      | Києво-Святошинський район     | Київська область          | 6571      |
| 33 | Клішківці                  | Хотинський район              | Чернівецька область       | 6551      |
| 34 | Кубей                      | Болградський район            | Одеська область           | 6544      |
| 35 | Розкішне                   | Лутугинський район            | Луганська область         | 6482      |
| 36 | Требухів                   | Броварський район             | Київська область          | 6446      |
| 37 | Городківка                 | Крижопільський район          | Вінницька область         | 6434      |
| 38 | Циркуни                    | Харківський район             | Харківська область        | 6310      |
| 39 | Кам'янка                   | Глибоцький район              | Чернівецька область       | 6284      |
| 40 | Фонтанка                   | Лиманський район              | Одеська область           | 6260      |
| 41 | Петропавлівська Борщагівка | Києво-Святошинський район     | Київська область          | 6125      |
| 42 | Балки                      | Василівський район            | Запорізька область        | 6057      |
| 43 | Космач                     | Косівський район              | Івано-Франківська область | 6054      |
| 44 | Великий Кучурів            | Сторожинецький район          | Чернівецька область       | 6053      |
| 45 | Любимівка                  | Каховський район              | Херсонська область        | 6030      |
| 46 | Мала Білозерка             | Василівський район            | Запорізька область        | 5949      |
| 47 | Маяки                      | Біляївський район             | Одеська область           | 5937      |
| 48 | Водяне                     | Кам'янсько-Дніпровський район | Запорізька область        | 5921      |
| 49 | Грушово                    | Тячівський район              | Закарпатська область      | 5897      |
| 50 | Білогородка                | Києво-Святошинський район     | Київська область          | 5868      |
| 51 | Калини                     | Тячівський район              | Закарпатська область      | 5844      |
| 52 | Мамаївці                   | Кіцманський район             | Чернівецька область       | 5818      |
| 53 | Сокільники                 | Пустомитівський район         | Львівська область         | 5727      |
| 54 | Середнє Водяне             | Рахівський район              | Закарпатська область      | 5689      |
| 55 | Великі Копані              | Олешківський район            | Херсонська область        | 5654      |
| 56 | Шевченкове                 | Кілійський район              | Одеська область           | 5625      |
| 57 | Велика Добронь             | Ужгородський район            | Закарпатська область      | 5607      |
| 58 | Рожнів                     | Косівський район              | Івано-Франківська область | 5563      |
| 59 | Глибокий Потік             | Тячівський район              | Закарпатська область      | 5531      |
| 60 | Камчик                     | Білгород-Дністровський район  | Одеська область           | 5528      |
| 61 | Рівне                      | Новоукраїнський район         | Кіровоградська область    | 5505      |
| 62 | Мішково-Погорілове         | Жовтневий район               | Миколаївська область      | 5484      |
| 63 | Піщанка                    | Красноградський район         | Харківська область        | 5425      |
| 64 | Озерне                     | Ізмаїльський район            | Одеська область           | 5370      |
| 65 | Горенка                    | Києво-Святошинський район     | Київська область          | 5358      |
| 66 | Маршинці                   | Новоселицький район           | Чернівецька область       | 5353      |
| 67 | Тарасівці                  | Новоселицький район           | Чернівецька область       | 5330      |
| 68 | Миколаївка                 | Петропавлівський район        | Дніпропетровська область  | 5318      |
| 69 | Старі Кути                 | Косівський район              | Івано-Франківська область | 5288      |
| 70 | Старокозаче                | Білгород-Дністровський район  | Одеська область           | 5278      |
| 71 | Судилків                   | Шепетівський район            | Хмельницька область       | 5277      |
| 72 | Верхнє Водяне              | Рахівський район              | Закарпатська область      | 5272      |
| 73 | Чудей                      | Сторожинецький район          | Чернівецька область       | 5265      |
| 74 | Колінківці                 | Хотинський район              | Чернівецька область       | 5245      |
| 75 | Іза                        | Хустський район               | Закарпатська область      | 5237      |
| 76 | Плахтіївка                 | Саратський район              | Одеська область           | 5237      |
| 77 | Сокирниця                  | Хустський район               | Закарпатська область      | 5217      |
| 78 | Княжичі                    | Броварський район             | Київська область          | 5207      |
| 79 | Злинка                     | Маловисківський район         | Кіровоградська область    | 5178      |
| 80 | Троїцьке                   | Біляївський район             | Одеська область           | 5178      |
| 81 | Гельмязів                  | Золотоніський район           | Черкаська область         | 5171      |
| 82 | Вознесенка                 | Мелітопольський район         | Запорізька область        | 5123      |
| 83 | Голинь                     | Калуський район               | Івано-Франківська область | 5109      |
| 84 | Городнє                    | Болградський район            | Одеська область           | 5104      |
| 85 | Рахни-Лісові               | Шаргородський район           | Вінницька область         | 5101      |
| 86 | Тарасівка                  | Києво-Святошинський район     | Київська область          | 5091      |
| 87 | Таранівка                  | Зміївський район              | Харківська область        | 5085      |
| 88 | Зоря                       | Рівненський район             | Рівненська область        | 5080      |
| 89 | Здовбиця                   | Здолбунівський район          | Рівненська область        | 5067      |
| 90 | Романківці                 | Сокирянський район            | Чернівецька область       | 5066      |
| 91 | Сваричів                   | Рожнятівський район           | Івано-Франківська область | 5039      |
| 92 | Колочава                   | Міжгірський район             | Закарпатська область      | 5029      |
| 93 | Руська Лозова              | Дергачівський район           | Харківська область        | 5018      |
| 94 | Богданівка                 | Павлоградський район          | Дніпропетровська область  | 5016      |